# Мітчелл (Іллінойс)
Мітчелл (англ. Mitchell) — переписна місцевість (CDP) в США, в окрузі Медісон штату Іллінойс. Населення — 1217 осіб (2020).

## Географія
Мітчелл розташований за координатами 38°45′47″ пн. ш. 90°4′53″ зх. д. / 38.76306° пн. ш. 90.08139° зх. д. (38.763159, -90.081307).  За даними Бюро перепису населення США в 2010 році переписна місцевість мала площу 1,52 км², уся площа — суходіл.

## Демографія
Згідно з переписом 2010 року, у переписній місцевості мешкало 1356 осіб у 520 домогосподарствах у складі 378 родин. Густота населення становила 890 осіб/км².  Було 549 помешкань (360/км²).
Расовий склад населення:
| - 95,9 % — білих - 1,2 % — азіатів - 0,7 % — корінних американців - 0,5 % — чорних або афроамериканців |

До двох чи більше рас належало 1,6 %. Частка іспаномовних становила 2,8 % від усіх жителів.
За віковим діапазоном населення розподілялося таким чином: 22,4 % — особи молодші 18 років, 63,4 % — особи у віці 18—64 років, 14,2 % — особи у віці 65 років та старші. Медіана віку мешканця становила 40,9 року. На 100 осіб жіночої статі у переписній місцевості припадало 98,0 чоловіків;  на 100 жінок у віці від 18 років та старших — 93,0 чоловіків також старших 18 років.
Середній дохід на одне домашнє господарство  становив 48 421 долар США (медіана — 47 793), а середній дохід на одну сім'ю — 59 424 долари (медіана — 60 000). За межею бідності перебувало 13,2 % осіб, у тому числі 21,0 % дітей у віці до 18 років та 0,0 % осіб у віці 65 років та старших.
Цивільне працевлаштоване населення становило 564 особи. Основні галузі зайнятості: освіта, охорона здоров'я та соціальна допомога — 27,8 %, виробництво — 23,9 %, роздрібна торгівля — 15,6 %, науковці, спеціалісти, менеджери — 11,7 %.